# پرورش داده (فیلم ۲۰۰۶)
«پرورش داده» (انگلیسی: The Breed (2006 film)) فیلمی در ژانر ترسناک است که در سال ۲۰۰۶ منتشر شد. از بازیگران آن می‌توان به میشل رودریگز، الیور هادسون، تارین منینگ، اریک لایولی، و هیل هارپر اشاره‌کرد.

## داستان
پنج دانشجوی کالچ که برای سپری کردن آخرهفته به جزیره ای دورافتاده سفر کرده اند؛ با از راه رسیده اند مهمانان ناخوانده مجبور می شوند برای نجات زندگی خود تلاش کنند... .